# Kérou
Kérou är en kommun i departementet Atacora i Benin. Kommunen har en yta på 3 745 km2, och den hade 100 197 invånare år 2013.

## Arrondissement
Kérou är delat i fyra arrondissement: Brignamaro, Firou, Kérou och Koabagou.